# Ceraphron formicarius
Ceraphron formicarius is een vliesvleugelig insect uit de familie van de Ceraphronidae. De wetenschappelijke naam van de soort is voor het eerst geldig gepubliceerd in 1917 door Kieffer.